# The Greatest Demon Lord Is Reborn as a Typical Nobody
The Greatest Demon Lord Is Reborn as a Typical Nobody (яп. 史上最強の大魔王、村人Aに転生する, Shijō Saikyō no Dai Maō, Murabito Ē ni Tensei Suru, «Найвеличніший володар демонів переродився у типового невдаху») — серія ранобе, написана Мьодзіном Като та проілюстрована Сао Мізуно. Серіалізація ранобе онлайн розпочалася в серпні 2017 року на сайті Shōsetsuka ni Narō. Пізніше серія була придбана видавництвом Fujimi Shobo, яке публікувало її з травня 2018 року під імпринтом Fujimi Fantasia Bunko. Ранобе ліцензовано в Північній Америці видавництвом Yen Press. Манґа-адаптація з малюнками Місухо Котоби серіалізувалася в сейнен-журналі манґи «Square Enix Monthly Big Gangan» з лютого 2019 року по липень 2022 року. Манґа ліцензована в цифровому форматі в Північній Америці компанією Comikey. Аніме-серіал, створений студіями Silver Link і Blade, транслювався з квітня по червень 2022 року.

## Сюжет
Володар Демонів Варватос, стомлений і самотній через свою величезну силу та відсутність викликів, вчиняє самогубство, маючи намір зрештою переродитися звичайним хлопчиком. Через 3000 років він перевтілюється в людину на ім'я Ард Метеор, хоча все ще залишається надзвичайно могутнім і зберігає знання давньої магії, втраченої для історії.
Після того, як Ард потоваришував з ельфійкою Іриною Літц де Ольхайд, вони вступають до Академії Магії. Коли він рятує сукуба Джинні Фін де Сальван, вони створюють команду і вирушають у пригоди, а Ірина та Джинні змагаються за прихильність Арда.

## Персонажі
Ард Метеор (яп. アード・メテオール, Ādo Meteōru)
Сейю: Тошінарі Фукамачі, Ріе Такахаші (дитинство)
Перевтілений Володар Демонів Варватос, який існував за 3000 років до початку подій серії.
Ірина Літц де Ольхайд (яп. イリーナ・リッツ・ド・オールハイド, Irīna Rittsu do Ōruhaido)
Сейю: Вакана Маруока
Дівчина-ельф, перша подруга Арда.
Джинні Фін де Сальван (яп. ジニー・フィン・ド・サルヴァン, Jinī Fin do Saruvan)
Сейю: Хіна Йомія
Молода сукуба, над якою часто знущаються. Вона обожнює Арда після того, як він рятує її.
Сілфі Мархевін (яп. シルフィー・メルヘヴン, Shirufī Meruhevun)
Сейю: Аяка Охаші
Солдат Армії Володаря Демонів, раніше відома як Лютуюча Чемпіонка (яп. 激動の勇者, Reijingu Chanpion).
Олівія вель Вайн (яп. オリヴィア・ヴェル・ヴァイン, Orivia veru Vain)
Сейю: Міе Сонозакі
Одна з Чотирьох Небесних Королів та названа сестра Варватоса.
Варватос (яп. ヴァルヴァトス, Varuvatosu)
Сейю: Кохей Амасакі
Володар Демонів, який переміг Злих Богів і об'єднав світ. Він вирішує перевтілитися через три тисячі років у майбутньому через самотність, спричинену його надзвичайною силою.
Лідія Бігінсгейт (яп. リディア・ビギンズゲート, Ridia Biginzugēto)
Сейю: Юкі Кайда
Одна з Чотирьох Небесних Королів, кохана Варватоса і сестра Сілфі.
Верда Ель Хазард (яп. ヴェーダ・アル・ハザード, Vēda Aru Hazādo)
Сейю: Юі Огура
Колишній член Чотирьох Небесних Королів. Вона — магічний вчений, яка працює в науково-дослідному інституті в стародавній столиці Кінгсґлейв.
Альварто Ексекс (яп. アルヴァート・エグゼクス, Aruvāto Eguzekusu)
Сейю: Такехіто Коясу
Один з Чотирьох Небесних Королів. За словами Арда, за силою він є найсильнішим членом Небесних Королів.
Лайзер Беллфенікс (яп. ライザー・ベルフェニックス, Raizā Berufenikkusu)
Сейю: Кента Міяке

## Медіа

### Ранобе
Серія ранобе написана Мьодзіном Като та проілюстрована Сао Мізуно. Її серіалізація розпочалася онлайн у серпні 2017 року на сайті Shōsetsuka ni Narō. Пізніше серія була придбана видавництвом Fujimi Shobo, яке з травня 2018 року опублікувало десять томів під своїм імпринтом Fujimi Fantasia Bunko. Англійською мовою серія ліцензована видавництвом Yen Press.
| №  | Назва                                                                                     | Дата виходу       | ISBN                                                                              |
| -- | ----------------------------------------------------------------------------------------- | ----------------- | --------------------------------------------------------------------------------- |
| 1  | The Myth-Killing Honor Student Shinwa-goroshi no yūtōsei (神話殺しの優等生)               | 19 травня 2018    | ISBN 978-4-04072-682-3                                                            |
| 2  | The Raging Champion Gekidō no yūsha (激動の勇者)                                          | 20 липня 2018     | ISBN 978-4-04072-690-8                                                            |
| 3  | The Catastrophe of the Great Hero Dai eiyū no katasutorofi (大英雄のカタストロフィ)       | 20 листопада 2018 | ISBN 978-4-04072-965-7                                                            |
| 4  | The Lonely Divine Scholar Kodoku no shingaku-sha (孤独の神学者)                           | 20 квітня 2019    | ISBN 978-4-04072-966-4                                                            |
| 5  | Papal Baptism Kyoukou Senrei (教皇洗礼)                                                   | 20 серпня 2019    | ISBN 978-4-04073-231-2 (Регулярне видання) 978-4-04073-230-5 (Спеціальне видання) |
| 6  | Former Typical Nobody Moto Murabito ē (元・村人A)                                         | 18 січня 2020     | ISBN 978-4-04073-433-0                                                            |
| SP | The Wonderful Life of a Typical Nobody Murabito ē no kareinaru hibi (村人Aの華麗なる日々) | 18 січня 2020     | ISBN 978-4-04073-435-4                                                            |
| 7  | Clown of the Outer Gods Sotonarukami no piero (外なる神のピエロ)                          | 20 листопада 2020 | ISBN 978-4-04073-434-7                                                            |
| 8  | Goddess Awakening Megami no kakusei (女神の覚醒)                                          | 20 квітня 2021    | ISBN 978-4-04074-068-3                                                            |
| 9  | Dream of the Evil God Jashin no yume (邪神の夢)                                           | 19 березня 2022   | ISBN 978-4-04074-391-2                                                            |
| 10 | Advent of the Great Demon King Daimaō Kōrin (大魔王降臨)                                  | 20 травня 2022    | ISBN 978-4-04074-392-9                                                            |

### Манґа
Манґа-адаптація з малюнками Місухо Котоби серіалізувалася в сейнен-журналі манґи «Square Enix Monthly Big Gangan» з 25 лютого 2019 року по 25 липня 2022 року. Станом на вересень 2022 року було випущено сім томів танкобон. Манґа ліцензована в цифровому форматі в Північній Америці компанією Comikey.
| № | Дата виходу     | ISBN                   |
| - | --------------- | ---------------------- |
| 1 | 9 серпня 2019   | ISBN 978-4-75756-245-5 |
| 2 | 12 лютого 2020  | ISBN 978-4-75756-523-4 |
| 3 | 15 серпня 2020  | ISBN 978-4-75756-815-0 |
| 4 | 15 лютого 2021  | ISBN 978-4-75757-117-4 |
| 5 | 25 вересня 2021 | ISBN 978-4-75757-492-2 |
| 6 | 25 березня 2022 | ISBN 978-4-75757-844-9 |
| 7 | 24 вересня 2022 | ISBN 978-4-75758-164-7 |

### Аніме
Аніме-адаптація була анонсована на заході «Kadokawa Light Novel Expo 2020» 6 березня 2021 року. Телевізійний серіал виробництва студій Silver Link та Blade режисував Мірай Мінато, сценарії писала Мічіко Йокоте, адаптацією дизайнів персонажів Сао Мізуно для анімації займався Такаюкі Ногучі, а музику писав Такеші Накацука. Серіал транслювався з 6 квітня по 22 червня 2022 року на телеканалах AT-X, Tokyo MX, BS NTV, KBS Kyoto, та SUN. Відкриваючою темою є «Be My Friend!!!» у виконанні Аяки Охаші, а завершальною темою — «reincarnation» у виконанні ChouCho. Crunchyroll транслював серіал. Muse Communication ліцензувала серіал у Південній та Південно-Східній Азії. 11 квітня 2022 року Crunchyroll оголосив, що серіал отримає англійський дубляж, прем'єра якого відбулася 20 квітня.
| № серії | Назва серії                                                                                           | Режисер(и)                     | Сценарист(и)  | Режисер(и) анімації           | Оригінальна дата показу |
| --- | --- | ------------------------------ | ------------- | ----------------------------- | ----------------------- |
| 1 | «Типовий невдаха» Транслітерація: «Murabito Ē» (яп. 村人A)                                            | Мірай Мінато                   | Мічіко Йокоте | Кубо Сіба                     | 6 квітня 2022           |
| Колишній Володар Демонів Варватос, стомлений своєю непереможною силою, перевтілюється в звичайного хлопчика Арда Метеора, прагнучи жити нормальним життям. Однак, через занепад магії, він знову виявляється найсильнішим, що ускладнює пошук друзів. Ард знайомиться з ельфійкою Іриною, яка потерпає від булінгу, і після порятунку її від гоблінів вони стають найкращими друзями. Згодом вони разом вирішують вступити до Академії Магії.                                                                      | |                                |               |                               |                         |
| 2 | «Нестандартне» Транслітерація: «Kikaku-gai» (яп. 規格外)                                              | Тошіюкі Соне                   | Мічіко Йокоте | Міяна Окіта                   | 13 квітня 2022          |
| Після вступу до Академії Магії, Ард та Ірина стикаються з новими викликами. Ард зустрічає свою колишню генералку Олівію, приховуючи своє минуле як Варватоса. Він допомагає сукубі Джинні подолати невпевненість, навчаючи її Магії Письма, і разом вони перемагають Мінотавра. Це дозволяє Джинні знайти впевненість у собі та нарешті протистояти своєму кривднику Еральдо. | |                                |               |                               |                         |
| 3 | «Вистава Володаря Демонів» Транслітерація: «Maō Gekijō» (яп. 魔王劇場)                                | Дзюн Фукуда                    | Мічіко Йокоте | Юічі Ніхеї                    | 20 квітня 2022          |
| Арда залучають до академічного дуельного турніру, де він має вразити Королеву. Під час побачення з Джинні та Іриною, Ард дізнається про культистів, які планують викрасти Королеву. Він перемагає їх, викриваючи демона-лідера, якого згодом знищує. За свої героїчні дії Ард забезпечує фінансування академії та отримує підвищення, а культисти виявляють, що їхня поразка була частиною плану для вимірювання його сили.                                                                                        | |                                |               |                               |                         |
| 4 | «Дуель» Транслітерація: «Kettō» (яп. 決闘)                                                            | Ямато Цуті Такахіро Накацугава | Мічіко Йокоте | Кубо Сіба                     | 27 квітня 2022          |
| Ард відмовляється від участі в дуелі, хоча це засмучує директора Голде, який бажав бачити його інструктором. Ревнощі Ірини до Джинні призводять до їхнього змагання за Арда, але він їх зупиняє. Під час турніру професор Джессіка виявляється демоном Ельзардом, який атакує Ольхайда та викрадає Ірину, незважаючи на спроби Джинні її зупинити. | |                                |               |                               |                         |
| 5 | «Історія самотнього короля» Транслітерація: «Kodoku Narishi Ō no Monogatari» (яп. 孤独なりし王の物語) | Ямато Цуті Мірай Мінато        | Кенто Сімояма | Тецуро Аміно Кудзі Іто        | 4 травня 2022           |
| Ард, отримавши доступ до королівської зброярні, вирушає рятувати Ірину, яку Ельзард планує принести в жертву для призову Злого Бога. Він перемагає Ельзард, яка виявляється драконом, і хоча та намагається налаштувати його проти Ірини, Ард залишається вірним їй. Зрештою, Ард вбиває Ельзард, а Ірина, попри початковий страх, обіцяє стати сильнішою, щоб завжди бути поруч з ним. | |                                |               |                               |                         |
| 6 | «Лютуюча Чемпіонка» Транслітерація: «Gekidō no Yūsha» (яп. 激動の勇者)                                | Масахіко Сузукі                | Мічіко Йокоте | Міяна Окіта                   | 11 травня 2022          |
| З підземелля виходить Сілфі, яка дізнається, що за її відсутності минуло 3000 років, а Варватос перевтілився в Арда. Вона протистоїть Арду, який прикидається необізнаним, тоді як Олівія зацікавлена її розповіддю. Після поразки в дуелі з Ардом, Сілфі погоджується на роль Злого Бога у шкільній виставі. Водночас, маскований чоловік спостерігає за подіями, очікуючи на реакцію Сілфі, коли вона дізнається правду про минуле.                                                                              | |                                |               |                               |                         |
| 7 | «Захопливий фестиваль» Транслітерація: «Hakunetsu no Saiten» (яп. 白熱の祭典)                         | Масамуне Хірата                | Токо Мачіда   | Юічі Ніхеї                    | 18 травня 2022          |
| Під час фестивалю Ард бере участь у турнірі та конкурсі краси, де перемагає разом з Джинні. Він дізнається, що колишній кривдник Джинні, Еральдо, прагне вибачення. У дуелі з Олівією Ард випадково показує свою силу, що призводить до їхньої дискваліфікації. Згодом Ірина перемагає Джинні у їхній дуелі, а таємничий маскований чоловік починає маніпулювати подіями. | |                                |               |                               |                         |
| 8 | «Маска сміється» Транслітерація: «Kamen wa Warau» (яп. 仮面は嗤う)                                    | Ямато Цуті                     | Токо Мачіда   | Кубо Сіба                     | 25 травня 2022          |
| Сілфі, під впливом маскованого чоловіка, отримує справжній Вальд-Гальгус та Деміз-Аргіс і намагається вбити Арда, вважаючи, що він винен у смерті Лідії. Ард перетворюється на Варватоса, і голос Лідії руйнує контроль розуму над Сілфі. Розчарований маскований чоловік, який мав намір воскресити свого господаря, намагається сам вбити Арда, але не може контролювати мечі, і Ард його знищує. З'являється привид Лідії, пояснюючи Сілфі, що Ард не винен у її смерті, і заохочує її жити повноцінним життям. | |                                |               |                               |                         |
| 9 | «За словами Бога» Транслітерація: «Kami Iwaku» (яп. 神曰く)                                           | Ясуо Едзіма                    | Кенто Сімояма | Ясуо Едзіма                   | 1 червня 2022           |
| Ард, Ірина та Джинні переносяться в минуле, за 3000 років до їхнього часу, де зустрічають бога, який просить їх зупинити істоту, що прагне знищити світ. Вони приєднуються до армії Варватоса, яка воює з потойбічними істотами, і зустрічають Верду, Лідію та Сілфі. Після сутички з Лідією, яка проявляє інтерес до Джинні, Ард вимагає аудієнції з Варватосом, але йому доводиться довести свою силу в битві.                                                                                                   | |                                |               |                               |                         |
| 10 | «На старе поле бою» Транслітерація: «Inishie no Senjō e» (яп. 古の戦場へ)                             | Масахіко Сузукі                | Кенто Сімояма | Кодзі Йосікава Хікару Такеучі | 8 червня 2022           |
| Ард, Ірина та Джинні потрапляють у минуле, де Ард вражає Лідію своєю силою, що дозволяє їм зустрітися з Варватосом. Вони виявляють, що історія змінюється, і справжнім Володарем Демонів є інша істота. Ард, Лідія та Сілфі вирушають на пошуки Мевіласа, але знаходять його вже мертвим від рук таємничого броньованого лицаря, який заявляє про свої наміри підкорити світ. | |                                |               |                               |                         |
| 11 | «Ті, хто має рішучість» Транслітерація: «Kakugo Aru Mono» (яп. 覚悟ある者)                            | Такахіро Накацугава            | Мічіко Йокоте | Хіроші Йонеда                 | 15 червня 2022          |
| Ард зустрічає своє майбутнє «я», Лихо-Злодія, який також був відправлений у минуле Богом, але з метою знищення світу. Лихо-Злодій, мучений провиною, прагне врятувати Лідію, а потім загинути. Ард дізнається, що Лідія готова померти, щоб спокутувати свої гріхи, і вирішує дозволити їй це зробити. У їхньому поєдинку, що відбувається під час битви, Лихо-Злодій виявляє, що він спланував ці події, щоб відволікти Арда.                                                                                     | |                                |               |                               |                         |
| 12 | «Поза нашою рішучістю» Транслітерація: «Ketsui no Saki ni» (яп. 決意の先に)                           | Юші Ібе                        | Кенто Сімояма | Міяна Окіта Кудзі Іто         | 22 червня 2022          |
| Ірина та Джинні потрапляють у пастку Латіми, яка працює на Лихо-Злодія. Він намагається змусити Арда приєднатися до нього, погрожуючи дівчатам, але Лідія прибуває, знищує джерело безсмертя Лихо-Злодія та допомагає Арду перемогти його. Після повернення в теперішнє, Ірина передає Арду повідомлення від Лідії про їхню вічну дружбу, а Ард бачить привид Лідії, що спостерігає за ним. | |                                |               |                               |                         |